# Bernières, Seine-Maritime

Bernières este o comună în departamentul Seine-Maritime, Franța. În 1 ianuarie 2022 avea o populație de 638 de locuitori.